# Tetragnatha simintina
Tetragnatha simintina là một loài nhện trong họ Tetragnathidae.
Loài này thuộc chi Tetragnatha. Tetragnatha simintina được miêu tả năm 1961 bởi Roewer.